# Гармон (Північна Дакота)
Гармон (англ. Harmon) — переписна місцевість (CDP) в США, в окрузі Мортон штату Північна Дакота. Населення — 259 осіб (2020).

## Географія
Гармон розташований за координатами 46°57′16″ пн. ш. 100°57′25″ зх. д. / 46.95444° пн. ш. 100.95694° зх. д. (46.954361, -100.956967).  За даними Бюро перепису населення США в 2010 році переписна місцевість мала площу 4,06 км², уся площа — суходіл.

## Демографія
Згідно з переписом 2010 року, у переписній місцевості мешкало 145 осіб у 48 домогосподарствах у складі 39 родин. Густота населення становила 36 осіб/км².  Було 49 помешкань (12/км²).
Расовий склад населення:
| - 99,3 % — білих - 0,7 % — корінних американців |

До двох чи більше рас належало 0,0 %. Частка іспаномовних становила 0,0 % від усіх жителів.
За віковим діапазоном населення розподілялося таким чином: 33,8 % — особи молодші 18 років, 64,8 % — особи у віці 18—64 років, 1,4 % — особи у віці 65 років та старші. Медіана віку мешканця становила 31,8 року. На 100 осіб жіночої статі у переписній місцевості припадало 98,6 чоловіків;  на 100 жінок у віці від 18 років та старших — 104,3 чоловіків також старших 18 років.
Середній дохід на одне домашнє господарство  становив 210 714 долари США (медіана — 119 327), а середній дохід на одну сім'ю — 210 714 долари (медіана — 119 327). Медіана доходів становила 85 192 долари для чоловіків та 51 944 долари для жінок. 
Цивільне працевлаштоване населення становило 143 особи. Основні галузі зайнятості: освіта, охорона здоров'я та соціальна допомога — 31,5 %, науковці, спеціалісти, менеджери — 21,7 %, мистецтво, розваги та відпочинок — 14,7 %, оптова торгівля — 9,1 %.